# Содом (гора)
Гора Содом (араб. جبل السدوم,Jabal (u) 'ssudūm; івр. הר סדום,Har Sedom) — пагорб, що простягнувся вздовж південно-західного узбережжя Мертвого моря в Ізраїлі. Вирізняється тим, що майже цілком складається з кам'яної солі. Має приблизно 8 км довжини, 5 км ширини, досягає 226 м висоти над рівнем Мертвого моря і 170 м нижче рівня моря. Через вивітрювання від основного масиву іноді відокремлюються значні частини. Одна з таких окремих колон здавна іменується «Дружина Лота», нагадуючи про описаному в Біблії руйнуванні Содому і Гоморри.